# Jo Spence
Jo Spence, född 15 juni 1934 i South Woodford i Essex, död 24 juni 1992 i Hampstead i London, var en brittisk fotograf.
Det var då hon arbetade som sekreterare i en fotostudio som intresset för fotografering väcktes, något hon utvecklade och senare blev yrkesverksam i. Det var först på 1970-talet som Spence på allvar påbörjade sitt politiskt aktiva liv och det var kvinnan och kvinnokroppen som då stod i fokus för hennes fotoprojekt. Den feministiska övertygelsen var stark hos Spence, vilket resulterade i en mängd dokumentära fotoserier med samhällets utsatta kvinnor som objekt.